# Havrebjerg Sogn
Havrebjerg Sogn 
ist eine Kirchspielsgemeinde (dän.: Sogn)
auf der Insel Sjælland im südlichen Dänemark.
Bis 1970 gehörte sie zur Harde Løve Herred im damaligen Holbæk Amt, danach zur Slagelse Kommune im Vestsjællands Amt, die im Zuge der  Kommunalreform zum 1. Januar 2007 in der „neuen“ Slagelse Kommune in der Region Sjælland aufgegangen ist.
Im Kirchspiel leben 565 Einwohner, davon 374 im Kirchdorf (Stand: 1. Januar 2023).
Im Kirchspiel liegt die Kirche „Havrebjerg Kirke“.
Nachbargemeinden sind im Osten Sønderup Sogn, im Südosten Nørrevang Sogn, im Süden Sankt Peders Sogn und im Westen Kirke Stillinge Sogn, ferner in der nördlich benachbarten Kalundborg Kommune Gierslev Sogn und Solbjerg Sogn.